# 挪威法 (以色列)
挪威法（希伯來語： החוק הנורווגי）是一項與以色列政府部长及以色列國會议员的任命机制有關的法案。该法案允许部长或副部长不再是以色列國會议员後但仍保留部长职务，其原本在以色列國會的席位由该人所在的党的其他黨員接替。 由于挪威也实行类似的制度，所以該法案得名挪威法。  2015年7月30日，以色列國會以 64 票赞成、51票反对的结果通過了该法案。 